# Adolfo Carranza
Pour les articles homonymes, voir Carranza.
Adolfo Pedro Carranza (Buenos Aires, 7 août 1857 - id., 15 août 1914) est un historien, diplomate, haut fonctionnaire et avocat argentin, fondateur du Musée historique national d’Argentine (en esp. Museo Histórico Nacional), dont il assume la direction pendant 25 ans. 

## Biographie
Après des études secondaires au collège Saint-Martin (esp. Colegio San Martín) de sa ville natale, Adolfo Carranza s’inscrit en 1875 à la faculté de droit et de sciences sociales de l’université de Buenos Aires, où il obtient le titre de docteur en jurisprudence. Il épouse en 1880 Carmen García Lara, de qui il a une fille.
Entré dans l’administration publique, il occupe les fonctions de secrétaire de législation, de chargé d’affaires au Paraguay, et de chef de section au ministère argentin de l’intérieur. À la suite de différends avec le président Miguel Juárez Celman, il quitte la fonction publique et résout de se vouer dorénavant aux études historiques et à la culture, créant notamment sa propre revue d’histoire, La Revista Nacional.
À la fin des années 1880, Carranza commence une correspondance avec de nombreux descendants de personnalités ayant joué un rôle de premier plan dans la guerre d’indépendance de l’Argentine (de 1810 à 1821) et avec les quelques survivants de ce conflit. Il entreprend de réunir une grande variété d’armes anciennes, de documents, de souvenirs, de meubles et d’autres objets d’intérêt en rapport avec la guerre d’indépendance, et se voit plus tard confier la tutelle sur un ensemble d’objets similaires déjà exposés dans le Musée public (Museo Público). 
Vers la même époque, il formule la proposition de créer un Musée historique national. Cette proposition devient réalité en mai 1889, lorsque ce musée, sous la dénomination initiale de Musée historique de la capitale, est fondé par le maire de Buenos Aires Francisco Seeber, puis inauguré officiellement en février 1891. C’est du reste à Carranza lui-même qu'est confié le poste de directeur, dont il reste le titulaire jusqu’à sa mort. Il dirige le musée d’abord conjointement avec une commission comprenant les anciens présidents Bartolomé Mitre et Julio Roca, ainsi que d’autres membres de l’Académie nationale d’histoire de l’Argentine (la ci-devant Junta de Historia y Numismática), dont il fait partie lui-même en 1901. Pendant ses années à la tête du musée, il s’attache à en organiser les différentes sections et à augmenter progressivement les collections, en suscitant des donations externes, mais aussi en faisant don de sa bibliothèque personnelle de plus de 8000 volumes et de sa collection numismatique. En 1897, Carranza assure le déménagement du musée vers l’ancien manoir Lezama, situé dans ce qui allait devenir le parc Lezama.

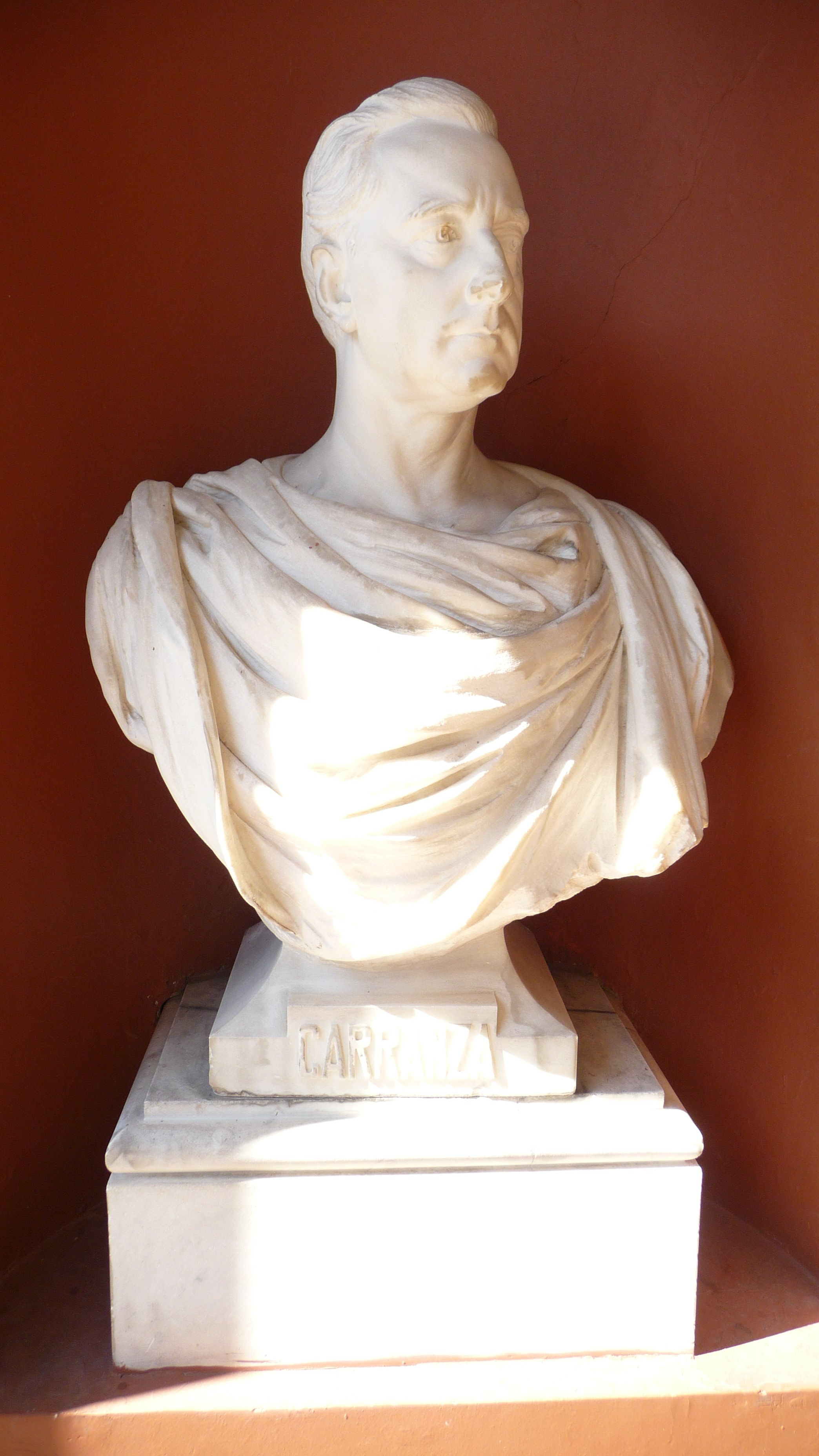
Buste d’Adolfo Carranza au Musée historique national

Conservateur de musée et historien réputé, il meurt inopinément le 15 août 1914 à Buenos Aires, à l’âge de 57 ans. Il est inhumé au cimetière de la Recoleta de sa ville natale.

## Publications
Outre la revue historique La Revista Nacional, déjà mentionnée, qu’il continua d’éditer jusqu’en 1893, il fonda également la Revista del Museo, périodique du musée dont il était directeur, puis deux autres revues encore, La Ilustración Histórica Argentina (1908) et La Ilustración Histórica (1911). Comme historiographe, il fit paraître nombre d’ouvrages consacrés à l’histoire argentine, si riche en péripéties, dont : Hojas históricas (1893), Leyendas Nacionales (1894), San Martín y su correspondencia (anthologie de la correspondance du libertador, publié en 1905), et Archivo General de la República Argentina (où se trouve recensée et reproduite une importante quantité de documents et d’images historiques détenus par les Archives générales de la nation).